# Maner (mytologi)
Maner, eller på latin manes, som egentligen betyder "de goda", eller di manes, "de goda gudarna", var en benämning i den romerska religionen hos forntidens romare på de gudomligheter som tänktes härska i underjorden (di inferi, "de nedre gudarna") eller dödsriket. De var gravarnas beskyddare och tänktes senare särskilt under kejsartiden huvudsakligen som de bortgångnas andar.